# Max Schröder-Greifswald
Max Schröder-Greifswald (* 3. März 1858 in Greifswald; † 6. September 1930 in Berlin; vollständiger Name: Max Johannes Carl Schröder) war ein deutscher Landschafts- und Marinemaler.

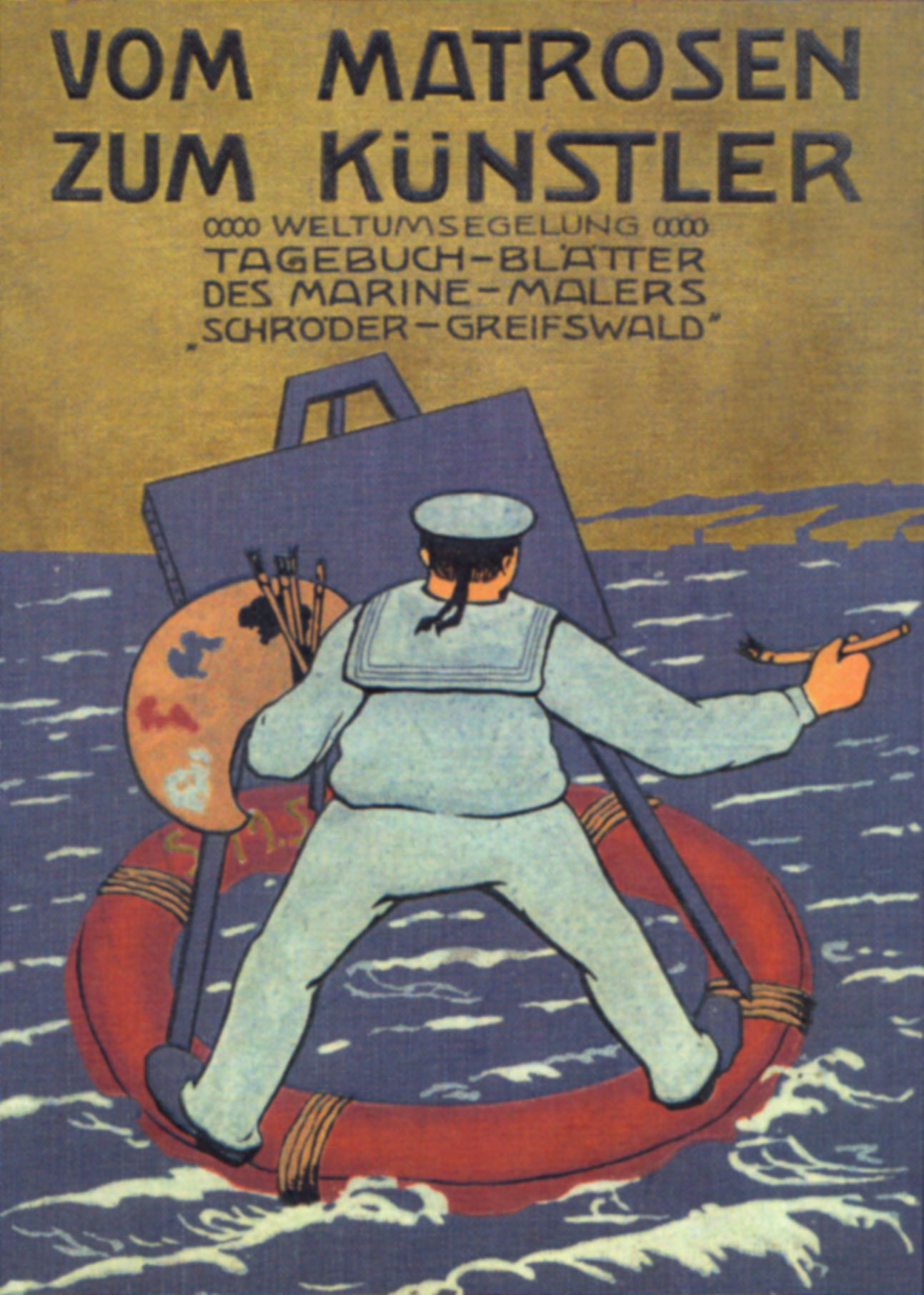
Titelbild der Autobiografie „Vom Matrosen zum Künstler“, Tagebuchblätter des Marinemalers Schröder-Greifswald von 1908

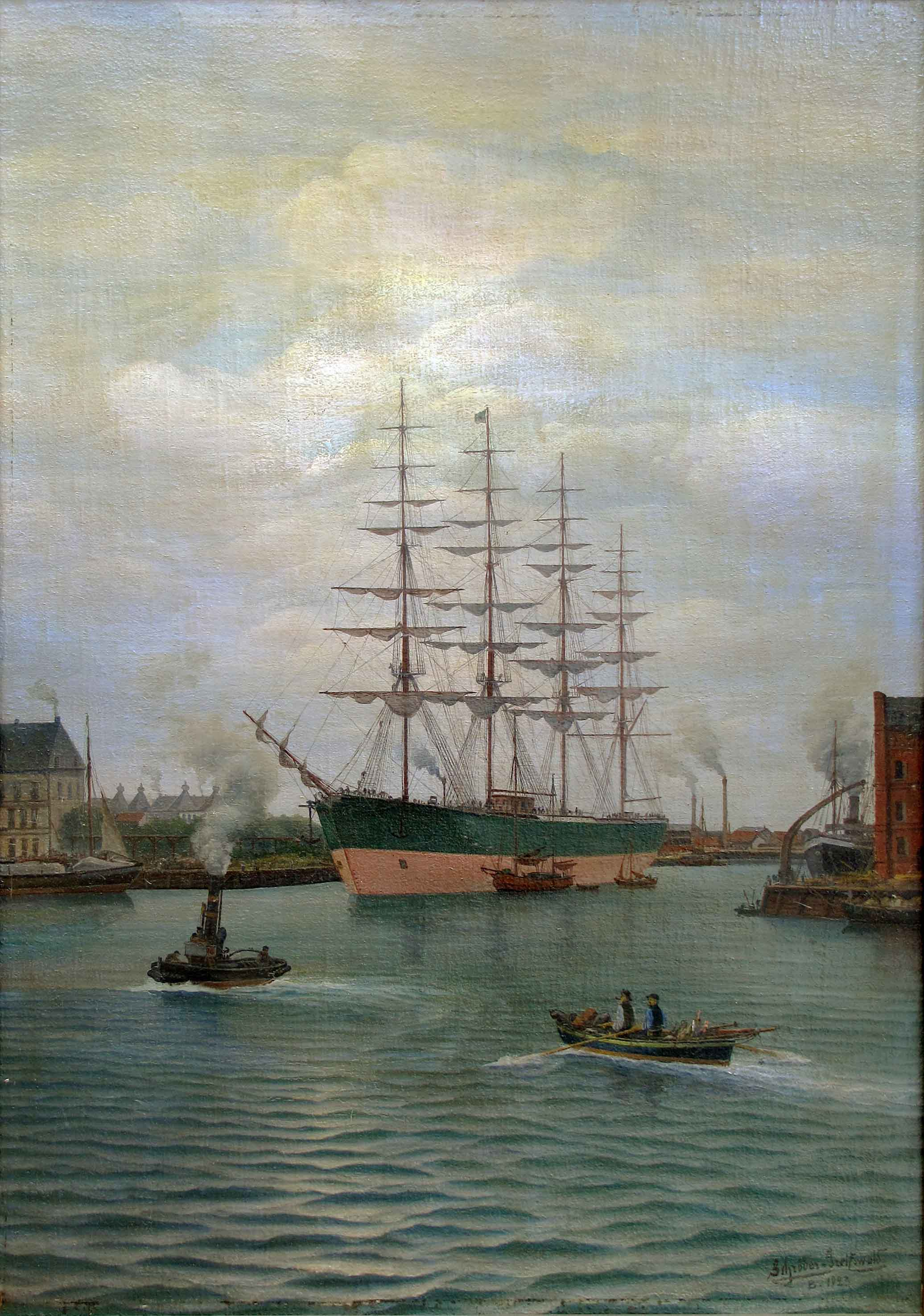
Ölgemälde „Viermaster im Hafen“ von 1923, verkauft 2016 von einem Berliner Auktionshaus

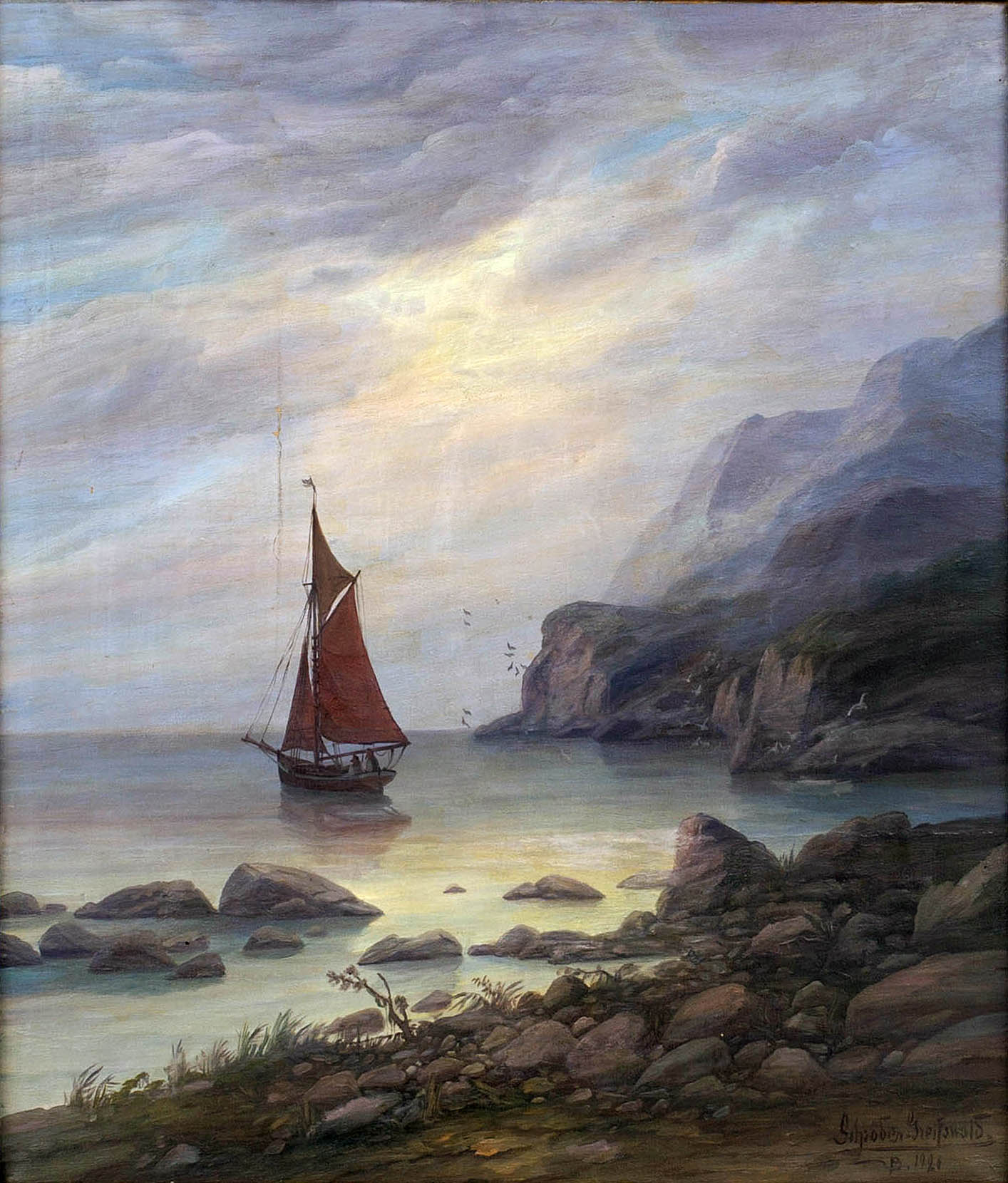
Ölgemälde von 1920 mit Segler vor einer Steilküste, verkauft 2016 von einem Auktionshaus in Schweden

## Leben

### Kindheit und Jugend
Max Schröder-Greifswald, wie er sich später nannte, wurde am 3. März 1858 als fünftes Kind des Schneidermeisters Carl Johann Christian Schröder und dessen Ehefrau Wilhelmine Ulrike Johanna, geb. Beyer in Greifswald geboren und am 11. April des Jahres in der dortigen St.-Nikolai-Kirche auf den Namen Max Johannes Carl getauft. Seine Eltern hatten am 26. Oktober 1849 in Greifswald geheiratet.
Nach Abschluss der Schule ging Max Schröder in Greifswald zunächst bei einem chirurgischen Instrumentenmacher in die Lehre. Er selbst beschrieb diese Tätigkeit dort jedoch abfällig als „Abputzen der Amputier-Instrumente“. Sein Vater bewog ihn zu einer Schneiderlehre, die er nicht beendete. Stattdessen ging er seinem Onkel, einem Greifswalder Segelmacher, in dessen Werkstatt zur Hand.
Auf Drängen seines Vaters bewarb er sich als Lehrling in einer lithographischen Anstalt, wo er zuerst an der Steindruckpresse arbeitete. Nach einem Jahr sollte die Ausbildung als Lithograph erfolgen, was jedoch nicht geschah, da er dem Betrieb als Drucker mehr Vorteile brachte.
Schröder heuerte daher als Kajütsjunge auf dem Dreimastschoner „Providentia“ an. Die Reise führte ihn an die Küsten Englands, in den Atlantischen Ozean, das Ligurische Meer, den Golf von Genua, das Tyrrhenische- und das Ionische Meer. Nach Ende dieser Fahrt und einer dreimonatigen Erkrankung nahm er die Lehre bei seinem früheren Lehrmeister wieder auf. Nach weiteren anderthalb Jahren Lehrzeit konnte er seinen Vater überreden, im Dezember 1877 in die Marine eintreten zu dürfen.
Am 31. Mai 1878 befand sich Max Schröder auf der Preußen. Er wurde Augenzeuge des Untergangs der Großer Kurfürst, die an diesem Tage von der König Wilhelm bei Folkestone im Ärmelkanal gerammt wurde. Nach Rückkehr aus dem Urlaub wurde er als Stewards Maat auf die Korvette Prinz Adalbert kommandiert.
Das Schiff verließ am 14. Dezember 1878 den Hafen Kiel zu einer Weltreise, die über Südamerika um das Kap Horn und Hawaii nach Japan führte, wo man sich mit den Schiffen Luise, Wolf und Cyclop zu einem Geschwader vereinigte.
Im Frühjahr 1880 wurde das Geschwader nach Shanghai verlegt, wo es wegen des bevorstehenden Krieges zwischen China und Japan um die Ryūkyū-Inseln zu Unruhen in der Bevölkerung kam. Nach dem Eintreffen von Verstärkung (Vineta) wurde die Heimreise angetreten. Am 29. September 1880 lief die Korvette wieder in die Kieler Förde ein.

### Künstlerlaufbahn
Nach Ende der Weltreise wurde die Prinz Adalbert für Wartungs- und Reparaturmaßnahmen längere Zeit außer Dienst gestellt. Alle Matrosen, welche bereits drei Jahre dienten (Max Schröder gehörte zu ihnen), wurden in der Kieler Kaserne stationiert. Zu Schröders engsten Freunden gehörte ein gewisser Herr Spitzler, mit dem er sich neben anderen ein Zimmer in der Kaserne teilte.
In dieser Zeit konnte sich Schröder nun intensiver seinem Hobby, der Malerei, widmen. Da er weder ein Zeichenbrett, noch eine Staffelei besaß, musste die Rückwand eines Kleiderspindes diese Funktion übernehmen. Zunächst wurden diverse, im Gedächtnis haftengebliebene, Eindrücke der Reise zu Papier gebracht. Von der stetig besser werdenden Qualität der Arbeiten angetan, übernahm Spitzler fortan die Organisation des Verkaufes der Bilder. Vom ersten Geld konnten sich beide in Kiel ein Zimmer anmieten und Schröder erwarb eine Staffelei, diverse Zeichenbretter und sonstige Malutensilien. Auch als Spitzler längst seinen Marinedienst quittiert hatte, verkaufte er weiter die Zeichnungen von Schröder.
In drei Jahren intensiven Zeichnens wuchs der Wunsch, sich in der Ölmalerei ausbilden zu lassen. Um etwa 1883 fuhr Max Schröder nach Hamburg, um sich vom dortigen Direktor der Gewerbeschule und dem Marinemaler Franz Hünten (1822 Hamburg – 1887 Hamburg) durch die Vorlage seiner Zeichnungen, Zeugnisse über seine Fähigkeiten und Fertigkeiten ausstellen zu lassen. Möglicherweise prägten Hüntens Arbeiten den späteren Malstil Schröders entscheidend mit.
Mit diesen Zeugnissen fuhr er erneut nach Greifswald, um beim Bürgermeister (Hugo Helfritz) ein Stipendium zum Studium der Malerei zu erbitten. Da das Gesuch trotz der vorgelegten Bilder und Zeugnisse jedoch zunächst abgelehnt wurde, ging Schröder nach Berlin, um den Marinemaler Hermann Eschke von seinen Fähigkeiten zu überzeugen. Dieser erklärte nach Begutachtung der vorgelegten Bilder:

„Wenn Sie sich ohne jeglichen Unterricht so weit gebildet haben, daß Sie Derartiges leisten, nehme ich Sie sofort als Schüler auf, auch kann ich Ihnen auf Ihre Leistungen hin das beste Zeugnis ausstellen.“

Da Schröder finanziell auf sich gestellt war, verkaufte er seine ersten Werke, die er nach eigener Aussage lieber selbst behalten hätte, um seinen Lebensunterhalt zu bestreiten.
Inzwischen wurde durch die Vermittlung eines Konsuls der Stadt Greifswald aufgrund der Zeugnisse Eschkes ein Stipendium gewährt. Das Studium bei Eschke dauerte drei Jahre, in denen nicht nur im Atelier gezeichnet und gemalt wurde, sondern auch jährlich eine kleine Studienreise unternommen wurde, um nach der Natur zu malen.
Da der Interessentenkreis für Darstellungen von Schiffen der Kriegsmarine begrenzt war, Schröder aber mit der Kunst seinen Lebensunterhalt bestreiten musste, versuchte er sich auch auf dem Gebiet der Landschafts- und Porträtmalerei. Zahlreiche, auf Auktionen angebotene, Ölgemälde zeugen davon.

### Berlin als zentrale Wirkungsstätte und Lebensmittelpunkt
Nicht nur anhand der Signaturen auf Schröders Bildern, sondern auch die fast fortlaufenden Einträge in den Berliner Adressbüchern beweisen, dass Schröders Lebensmittelpunkt nach seinem Weggang aus Greifswald und Kiel Berlin war. Nachgewiesen ist er hier mindestens ab 1887. Über viele Jahre finden sich in besagten Adressbüchern zeitgleich zwei Marine- bzw. Kunstmaler Max Schröder unter abweichender Adresse. Ob es sich hierbei um einen Sohn gleichen Namens handelt, wofür zahlreiche, mit „Schröder-Greifswald jr.“ signierte Bilder sprechen, oder ob es lediglich Wohn- und Atelieradresse waren, konnte bisher noch nicht eindeutig geklärt werden.

## Werke
Illustrationen aus dem Buch: „Erinnerungen und Bilder aus dem Seeleben“ von Reinhold Werner, Allgemeiner Verein für Deutsche Literatur, Berlin 1886
- Die „Alma“ auf der Fahrt (1885)
- Die „Alma“ im Sturm (1885)
- Der Schildkrötenfang (1885)
- Gewitterboe bei Nacht  (1885)
- Auf der Reede von Anjer (1885)

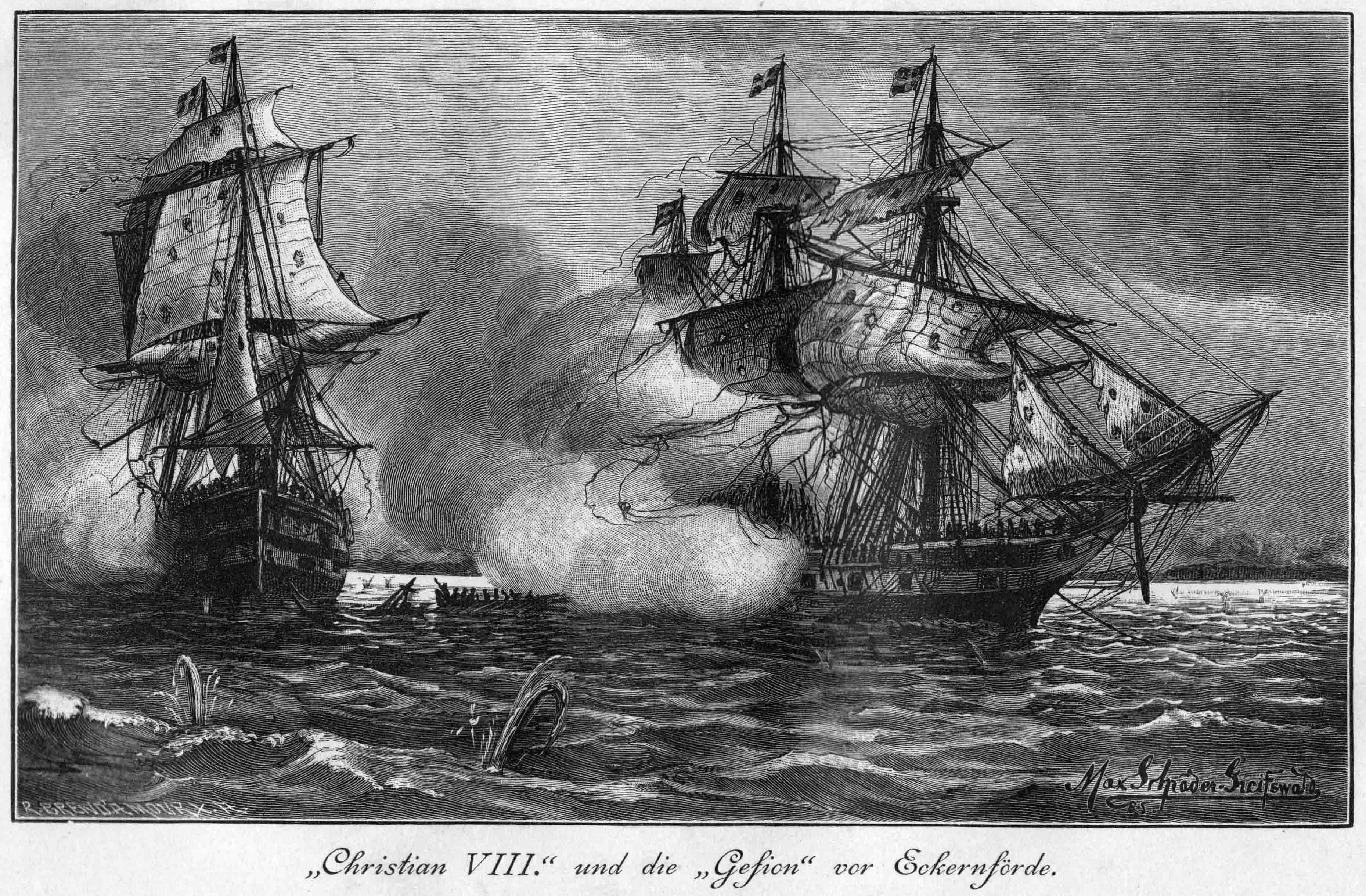
Beispiel einer Illustration aus dem Buch „Erinnerungen und Bilder aus dem Seeleben“ von Reinhold Werner

- „Christian VIII.“ und die „Gefion“ vor Eckernförde (1885)
- Der „Barbarossa“ als Kasernenschiff im Kieler Hafen (1885)
- In der Officiersmesse (1885)
- Auf der Reede von Madeira (1885)
- Der „Friedrich Karl“ auf der Reede von Barbados (1885)
- Kohlenübernahme im Hafen von Kingston (1885)
- Die „Elisabeth“ auf der Fahrt nach Spanien (1885)

Sammelalbum: „Deutschlands Kriegsschiffe“ nach Ölgemälden gedruckt in 12 Farben auf Kartonpapier Verlag Walter Peck, Berlin um 1902

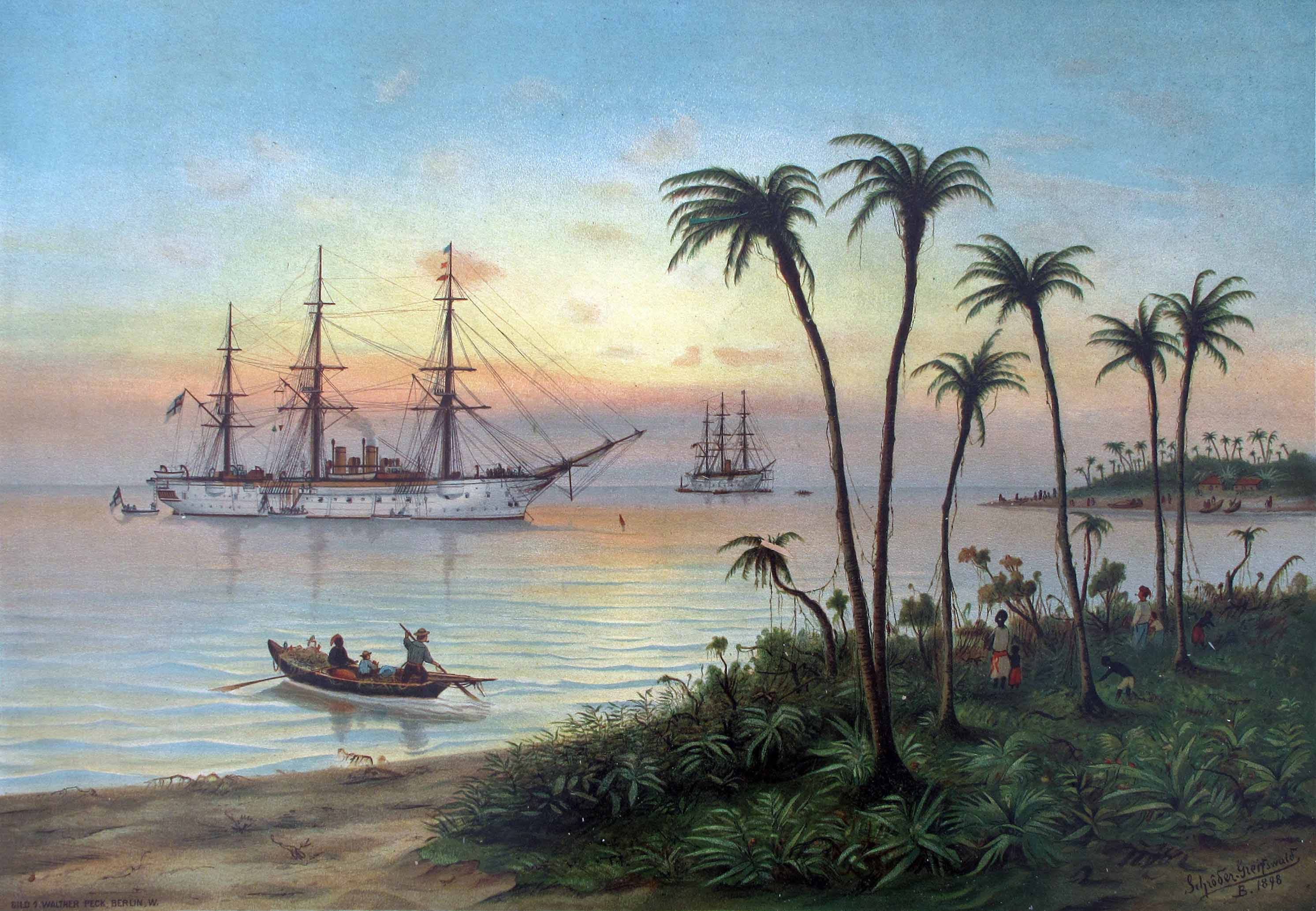
„S.M.S. Charlotte“ in der heißen Zone, Blatt aus der Sammelmappe „Deutschlands Kriegsschiffe“ nach Ölgemälden von Max Schröder-Greifswald von 1898

- S.M.S. „CHARLOTTE“ in der heißen Zone (1898)
- S.M.S. „GEFION“ Abfahrt von Hongkong (1898)
- S.M.S. „SIEGFRIED“ Weser-Leuchtturm (1898)
- S.M.S. „GNEISENAU“ Norwegische Küste (1898)
- S.M.S. „WÖRTH“ Mecklenburgische Küste (1898)
- S.M.S. „KAISER“ Kieler Hafen (1898)
- Kaiserliche Yacht „HOHENZOLLERN“ Norwegen (1899)
- S.M.Schulschiff „MARS“ Artillerie-Schulschiff (1899)
- S.M.S. „IRENE“ Schwimmender Eisberg (1899)
- S.M.S.S. „BLÜCHER“ und „BLITZ“ Mit Torpedo-Flottille (1899)
- S.M.Kleiner Kreuzer „SEEADLER“ An den Korallen-Riffen (1899)
- S.M.S.„SACHSEN“ „MÜCKE“ „OLDENBURG“ Linienschiffe der Sachsenklasse mit Panzerkanonenboot (1899)
- S.M.Linienschiff „KAISER FRIEDRICH III.“ Stürmisch bewegte See (1900)
- S.M.Grosser Kreuzer „HERTHA“ Bewegte See (1900)
- S.M.Grosser Kreuzer „FÜRST BISMARCK“ In China (1900)

## Schriften
- Vom Matrosen zum Künstler: Tagebuchblätter des Marinemalers Schröder-Greifswald. Selbstverlag, Berlin 1902. Digitalisat. (2. Aufl.: 1908)
  - Nachdruck: Vom Matrosen zum Künstler. Tagesbuchblätter des Marinemalers Max Schröder Greifswald. Eingeleitet von Ulrich van der Heyden. Edition Falkenberg, Bremen 2015, ISBN 978-3-95494-058-5.